# Close Your Eyes (banda)
Close Your Eyes es una banda estadounidense que canta hardcore melódico, generalmente trabajan en Abilene, Texas. Firmaron con Victory Records y lanzaron su álbum debut en 2010, se llamó We Will Overcome, y un segundo álbum titulado Empty Hands and Heavy Hearts fue publicado poco después. El video musical de la canción de su sencillo, «Song for the Broken», se convirtió en un video viral de Internet y reunió a más de dos millones de visitas en poco tiempo.  Todos los miembros de la banda son abiertamente cristianos y sus creencias son a menudo el tema de sus canciones.
La banda tuvo su origen en 2005 en la Universidad Hardin-Simmons en Abilene, donde Shane Raymond y Callaway Brett se conocieron y comenzaron a buscar músicos para hacer una banda. Después de ver a varios candidatos, decidieron reclutar a Andrés Rodríguez, Sonny Vega y David Fidler. Durante 2008, lanzaron su auto-titulado EP de manera independiente y en 2009 firmaron con Victory Records para grabar su álbum debut.

## Historia
We Will Overcome fue lanzado en 2010 y recibió críticas positivas, vendiendo más de 12.000 copias en junio de 2011, según Nielsen Soundscan. La banda ha lanzado tres sencillos de este álbum (Song for the Broken, The Body y Digging Graves), con videos musicales publicados para los tres. Desde entonces, la banda ha estado de gira con Underoath, The Word Alive, A Day to Remember, y Norma Jean.  Han tocado en algunos festivales importantes, incluyendo el festival de CornerStone, Festival Sonshine, Ichthus Festival y Scream Tour Pray.
En 2011, tocaron en vivo las dos nuevas canciones de su próximo álbum, Empty Hands and Heavy Hearts, que publicaron el 24 de octubre de 2011, a través de Victory Records. El sello lanzó una serie de previsualizaciones de vídeo del próximo álbum en cuenta de YouTube.
Su canción Valleys fue el tema principal del pago por evento Total Nonstop Action Wrestling de Turning Point. Un video musical con el luchador Jeff Hardy fue lanzado para promocionar el evento.
El 2 de marzo de 2012, se anunció en la banda Facebook vocalista Raymond página que había dejado la banda, debido a razones físicas.
El 17 de mayo de 2012, se anunció en la prensa alternativa sitio web que Mikey Sawyer estaría de gira con la banda como vocalista.
El 10 de julio de 2012, la banda anunció a través de su Twitter cuenta que Sawyer ya no estarían de gira con la banda porque no encaja muy bien con la banda.
En noviembre de 2012, la banda publicó en su página de Facebook que había comenzado a escribir canciones para su próximo álbum.

## Discografía
Hasta el momento la banda solo ha grabado dos álbumes de estudio, ha colaborado en dos EP, siete sencillos y siete videos musicales. El estudio Victory Records fue el encargado de grabar sus álbumes.

### Álbumes de estudio
- We Will Overcome (2010)
- Empty Hands and Heavy Hearts (2011)
- Line In The Sand (2013)

### EP
- 3-Track Demo (2006)
- Close Your Eyes (2008)